# Baneuil
Baneuil é uma comuna francesa na região administrativa da Nova Aquitânia, no departamento Dordonha. Estende-se por uma área de 8,79 km². Em 2010 a comuna tinha 348 habitantes (densidade: 39,6 hab./km²).